# Hannes Bajohr

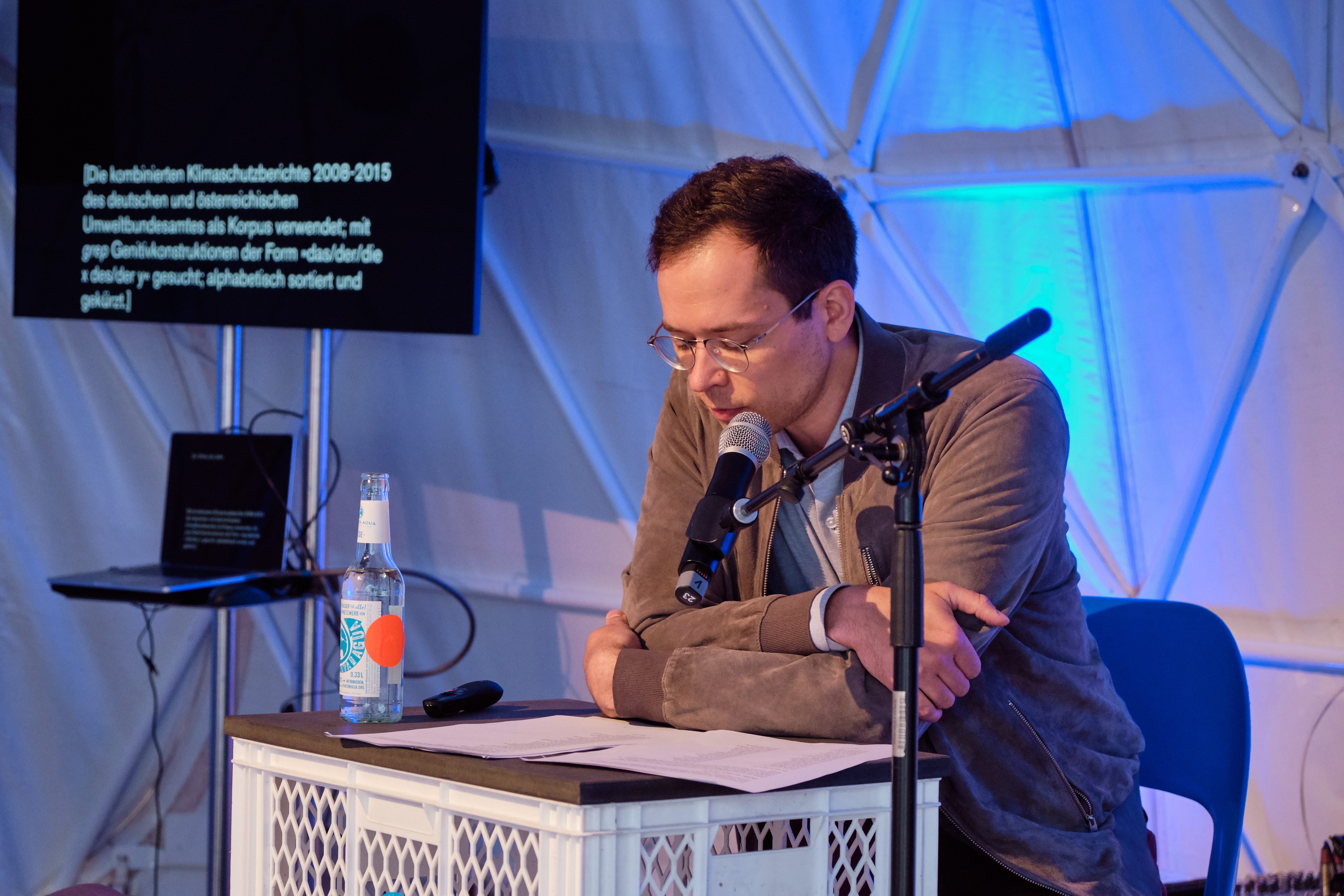
Hannes Bajohr, 2019

Hannes Bajohr (* 1984 in Berlin-Friedrichshain) ist ein deutscher Autor, Philosoph, Literaturwissenschaftler, Übersetzer und Hochschullehrer.

## Leben und Werk
Bajohr wuchs in Berlin und Bonn auf. Nach dem Abitur am Pädagogium Godesberg studierte er Philosophie, Germanistik und Geschichte an der Humboldt-Universität zu Berlin. 2010 schloss er sein Hochschulstudium mit einer Arbeit über die Philosophie Hannah Arendts ab; die 2017 erlangte Promotion war Hans Blumenbergs Sprachphilosophie gewidmet. Er trat als Übersetzer der politischen Philosophin Judith N. Shklar hervor, deren wichtigste Werke er ins Deutsche übertrug, einführte und popularisierte. Als Schriftsteller veröffentlicht er vor allem Experimente mit digitaler Lyrik und konzeptuellem Schreiben. Akademisch arbeitet er zur deutschen Philosophiegeschichte des 20. Jahrhunderts (Arendt, Blumenberg, philosophische Anthropologie) und zum Digitalen in der Literatur.

## Literarisches Wirken
2008 erschien sein Prosadebüt Koordinaten.
Zusammen mit Gregor Weichbrodt ist er seit 2014 Teil des Textkollektivs 0x0a für digitale konzeptuelle Literatur. Bekanntheit erlangte 0x0a im Frühjahr 2015 mit einer Sammlung von 282.596 Facebook-Kommentaren der rechtsnationalen Pegida-Bewegung, die Weichbrodt mit Hilfe eines Python-Skriptes über einen Zeitraum von über einem Monat sammeln ließ. Bajohr und Weichbrodt veröffentlichten das Text-Korpus auf ihrer Webseite zum Herunterladen und schickten dem Text eine eigene, literarische Interpretation hinterher: In Glaube, Liebe, Hoffnung sortierten sie alle Sätze aus dem Korpus, die mit „Ich glaube“, „Ich liebe“ oder „Ich hoffe“ begannen, nach den paulinischen Tugenden („Glaube, Liebe, Hoffnung“) als Persiflage auf das von der Pegida-Bewegung selbst ernannte Ziel, das christliche Abendland vor einer vermeintlichen Islamisierung Deutschlands zu retten. In einer Vertonung von Alexander Keuk wurden anlässlich des 30. Jubiläums des Dresdner Kammerchors im Februar 2016 Teile des Textkorpus unter der Leitung von Hans-Christoph Rademann in der Dreikönigskirche in Dresden vorgetragen.
2015 erschien sein Roman Durchschnitt, für den „alle Bücher aus Der Kanon. Die deutsche Literatur: Romane, herausgegeben von Marcel Reich-Ranicki, 20 Bände, Frankfurt am Main: Insel, 2002, als Textkorpus verwendet, mit Python dessen durchschnittliche Satzlänge bestimmt (18 Wörter), alle Sätze anderer Länge aussortiert und das Ergebnis anschließend alphabetisch geordnet“ wurden. Er ist damit der digitalen konzeptuellen Literatur zuzuordnen. Mit Swantje Lichtenstein übersetzte er Kenneth Goldsmiths Uncreative Writing, ein Schlüsselwerk des konzeptuellen Schreibens.
2018 erschien Halbzeug. Textverarbeitung, ein Band mit „digitaler Lyrik“ im Suhrkamp Verlag, der breit rezipiert wurde. In der FAZ lobte Christian Metz „erstaunlich häufig glänzen die Verse voller Witz und Raffinesse“, während der Kritiker Michael Braun ablehnend urteilte: „In dieser tristen neuen Welt der digitalen Literatur ist die Phantasie überflüssig geworden. Wenn diese algorithmengestützte Literatur mit ihren mauen Wörterlisten und blassen Collagen Schule macht, dürfen wir uns auf ein Zeitalter der Ödnis einstellen.“ In der taz erwiderte darauf Hans Hütt: „Das kann man, wie der Kritiker Michael Braun, respektlos finden. Mit dieser Kritik schlägt er sich auf die Seite der Gestrigen und verbannt die Praxis literaturwissenschaftlicher Forschung ins poetologische Abseits.“
In Zusammenarbeit mit Weichbrodt erschien 2020 die per künstlicher Intelligenz generierte Reihe Poetisch denken. Sie trainierten dafür das Sprachmodell GPT-2 auf alle Gedichtbände der in Christian Metz’ Buch Poetisch denken als exemplarisch betrachteten Lyriker Monika Rinck, Jan Wagner, Ann Cotten und Steffen Popp; für jede Person ließen sie dann einen Band „neuer“ Gedichte generieren und veröffentlichten ihn mit dem jeweiligen Autor als Titel. Monika Rinck machte die Begegnung mit „ihren“ neuen Gedicht 2022 zum Thema ihrer Lyrik-Poetikvorlesung in Aargau.
2023 veröffentlichte er den Roman (Berlin, Miami), der mittels einer KI generiert wurde, die Bajohr auf vier Gegenwartsromane (von Juan Guse, Berit Glanz, Joshua Groß und Julia Zange) trainiert hatte. Der semantisch schwierige und oft unzusammenhängend erscheinende Text produziert nach Bajohr eine reine „Oberflächenerzählung“, da die KI nur Korrelationen, aber keine Kausalitäten modellieren kann. In der Presse wurde der Roman kontrovers aufgenommen. Harald Staun lobte das Buch in der FAS als „wunderbar bizarr und so ausgefallen, dass man sich mitunter dabei ertappt, zu tun, was Bajohr in seinem Nachwort als eine Mystifizierung der KI zurückweist: Man schreibt der Maschine kreative Fähigkeiten zu.“ Simon Leuthold vom SRF dagegen monierte, man lese „sich wie in einem Fiebertraum durch ein wirres Nebeneinander von Szenen, abstrusen Dialogfetzen und Beschreibungen, denen man kaum Bedeutung abgewinnen kann.“
2022 hielt er die Poetikvorlesung Hildesheim, die auch in Buchform vorliegt.

## Akademisches Wirken
Neben seiner Arbeit über Hannah Arendt trat Bajohr als Übersetzer und Kommentator der politischen Philosophin Judith N. Shklar hervor. Beginnend mit dem Essayband Der Liberalismus der Furcht, der Shklars gleichnamigen einflussreichen Essay mit Würdigungen von Seyla Benhabib, Axel Honneth, Bernard Williams und Michael Walzer zusammenbrachte, übersetzte er in rascher Folge Shklars wichtigste Werke. Zudem popularisierte er Shklar auch in zahlreichen Essays in akademischen und an ein größeres Publikum gerichteten Kontexten. 2024 erschien Ad Judith N. Shklar, seine zusammen mit Rieke Trimçev geschriebene Einführung in Shklars Werk, das ihre Denke anhand gegenwärtiger politischer Fragen aktualisiert.
Ebenso ist Bajohr um das Werk Hans Blumenbergs bemüht, zumal in englischsprachiger Übersetzung. Er ist Herausgeber zahlreicher Kommentare zu Blumenberg sowie Mitherausgeber und Mitübersetzer des Hans Blumenberg Reader.
Seine Reflexionen über das Digitale in der Literatur, die teils literaturwissenschaftliche Forschungen darstellen, zum Teil das eigene Schaffen digitaler Literatur betreffen, veröffentlichte Bajohr 2022 im Band Schreibenlassen, in dem er sowohl eigene Texte erläutert als auch als Literaturwissenschaftler über digitales Schreiben und Literatur mit künstlicher Intelligenz reflektiert. In seiner 2022 gehaltenen Walter-Höllerer-Vorlesung an der Technischen Universität Berlin prägte er den Begriff des „postartifiziellen Schreibens“, das einen Zustand beschreibt, in dem man nicht mehr sicher sein kann, ein Text sei wirklich von einem Menschen und nicht einer künstlichen Intelligenz hergestellt worden. Er erhielt für die veröffentlichte Version dieses Vortrags den N. Katherine Hayles Award for Criticism of Electronic Literature des Jahres 2024. Im selben Jahr erschien seine zusammen mit Simon Roloff verfasste Einführung in die Digitale Literatur.
Bajohr arbeitete während seiner Promotion als Dozent an der Columbia University, war wissenschaftlicher Mitarbeiter am Leibniz-Zentrum für Literatur- und Kulturforschung, Berlin, mit einem Projekt zur Geschichte „negativer Anthropologie“ und anschließend am Seminar für Medienwissenschaft der Universität Basel. 2022–23 war er Junior Fellow am Collegium Helveticum, Zürich. Seit Herbst 2024 ist er Assistant Professor im German Department der University of California, Berkeley.

## Schriften

### Literarische Schriften
- Koordinaten. Erzählungen. Berlin, J. Frank, 2008, ISBN 978-3-940249-32-6.
- Durchschnitt. Roman. Berlin, Frohmann Verlag 2015, ISBN 978-3-944195-57-5.
- Timidities. Berlin, Readux 2015, ISBN 978-3-944801-39-1.
- Monologue. Berlin, Frohmann Verlag 2017, ISBN 978-3-944195-43-8.
- Halbzeug. Textverarbeitung. Berlin, Suhrkamp Verlag 2018, ISBN 978-3-518-07358-2.
  - englischsprachige Übersetzung: Blanks: Word Processing. Denver, Col., Counterpath Press 2022, ISBN 978-1-933996-75-2.
- Wendekorpus. Langgedicht. Berlin, Frohmann 2019, ISBN 978-3-944195-17-9.
- Poetisch denken. 4 Bd (mit Gregor Weichbrodt als 0x0a). Berlin, Frohmann Verlag 2020, ISBN 978-3-944195-20-9 (Band 1: Monika Rinck), ISBN 978-3-944195-21-6 (Band 2: Jan Wagner), ISBN 978-3-944195-30-8 (Band 3: Ann Cotten), ISBN 978-3-944195-31-5 (Band 4: Steffen Popp).
- Renga Anger. Bern, edition taberna kritika 2022, ISBN 978-3-905846-67-6.
- Schreiben in Distanz. Hildesheimer Poetikvorlesung. Hildesheim, Universitätsverlag Hildesheim 2023, ISBN 978-3-96424-080-4.
- (Berlin, Miami). Roman. Berlin, Rohstoff 2023, ISBN 978-3-7518-7013-9.

### Akademische Schriften
- Dimensionen der Öffentlichkeit. Politik und Erkenntnis bei Hannah Arendt. Berlin, Lukas 2011, ISBN 978-3-86732-103-7.
- (Hrsg.): Peter Weiss: Briefe an Henriette Itta Blumenthal. Zusammen mit Angela Abmeier. Berlin, Matthes und Seitz 2011, ISBN 978-3-88221-698-1.
- Als Herausgeber und Übersetzer: Judith N. Shklar: Der Liberalismus der Furcht. Mit einem Vorwort von Axel Honneth und Essays von Michael Walzer, Seyla Benhabib und Bernard Williams. Berlin, Matthes und Seitz 2013, ISBN 978-3-88221-979-1.
- Als Übersetzer: Judith N. Shklar: Ganz normale Laster. Berlin, Matthes und Seitz 2014, ISBN 978-3-88221-389-8.2016: Als Herausgeber: Code und Konzept: Literatur und das Digitale. Berlin: Frohmann Verlag. ISBN 978-3-944195-86-5.
- Als Herausgeber und Übersetzer: Judith N. Shklar: Der Liberalismus der Rechte. Berlin, Matthes und Seitz 2017, ISBN 978-3-95757-241-7.
- Als Herausgeber und Übersetzer: Judith N. Shklar: Verpflichtung, Loyalität, Exil. Berlin, Matthes und Seitz 2019, ISBN 978-3-95757-570-8.
- Als Herausgeber und Übersetzer: Judith N. Shklar: Über Hannah Arendt. Berlin, Matthes und Seitz 2020, ISBN 978-3-95757-797-9.
- Als Mitherausgeber und Übersetzer (mit Florian Fuchs und Joe Paul Kroll): History, Metaphors, Fables: A Hans Blumenberg Reader. Ithaca, NY, Cornell University Press 2020, ISBN 978-1-5017-4798-4.
- (Hrsg.): Der Anthropos im Anthropozän. Die Wiederkehr des Menschen im Moment seiner vermeintlich endgültigen Verabschiedung. Berlin, de Gruyter 2020, ISBN 978-3-11-066525-3.
- (Hrsg.): Judith N. Shklar: Über Ungerechtigkeit. Berlin, Matthes und Seitz 2021, ISBN 978-3-7518-0338-0.
- (Hrsg.): Hans Blumenberg, Hans Jonas: Briefwechsel 1954-1978 und weitere Materialien. Berlin, Suhrkamp 2022, ISBN 978-3-518-58777-5.
- Schreibenlassen. Texte zur Literatur im Digitalen. Berlin, August Verlag 2022. ISBN 978-3-941360-97-6.
- mit Rieke Trimçev: ad Judith N. Shklar. Leben – Werk – Gegenwart, Europäische Verlagsanstalt, Hamburg 2024, ISBN 978-3-86393-133-9.
- mit Simon Roloff: Digitale Literatur zur Einführung, Junius Verlag, Hamburg 2024, ISBN 978-3-96060-339-9.